# All I Have (chanson)
Pour l’article homonyme, voir All I Have.
Singles de Jennifer Lopez featuring LL Cool J
Jenny from the Block
(2002) I'm Glad
(2003)
Singles par LL Cool J
Luv U Better
(2002) Paradise
(2003)
All I Have est une chanson de l'artiste américaine Jennifer Lopez issue de son troisième album studio This Is Me... Then. Elle sort en single le 25 novembre 2002 sous le label Epic Records.

## Classements hebdomadaires
| Classement (2002-2003)                  | Meilleure position |
| --------------------------------------- | ------------------ |
| Allemagne (Media Control AG)            | 19                 |
| Australie (ARIA)                        | 2                  |
| Autriche (Ö3 Austria Top 40)            | 38                 |
| Belgique (Flandre Ultratop 50 Singles)  | 18                 |
| Belgique (Wallonie Ultratop 50 Singles) | 16                 |
| Canada (RPM)                            | 6                  |
| France (SNEP)                           | 29                 |
| Irlande (IRMA)                          | 7                  |
| Italie (FIMI)                           | 13                 |
| Nouvelle-Zélande (RMNZ)                 | 1                  |
| Pays-Bas (Nederlandse Top 40)           | 3                  |
| Royaume-Uni (UK Singles Chart)          | 2                  |
| Royaume-Uni (UK R&B Chart)              | 1                  |
| Suède (Sverigetopplistan)               | 15                 |
| Suisse (Schweizer Hitparade)            | 4                  |
| États-Unis (Hot 100)                    | 1                  |
| États-Unis (R&B/Hip-Hop Songs)          | 4                  |
| États-Unis (Pop Airplay)                | 1                  |

## Vidéo musicale
Le clip vidéo de « All I Have » a été réalisé par Dave Meyers, et a été tourné à New York en novembre 2002.